# Newtons afkølingslov
Newtons afkølingslov er en lineær førsteordens differentialligning, som beskriver, hvordan et legeme (eller en varm væske i en åben beholder) afkøles.
Det kan f.eks. dreje sig om en kop te. Hastigheden, hvormed teens temperatur ændrer sig, er proportional med forskellen mellem téens temperatur og omgivelsernes temperatur.
Afkølingsloven handler således om temperaturudligning.

## Afkølingsloven
Teens temperatur er {\displaystyle T}, mens omgivelsernes temperatur er {\displaystyle T_{0}}, så er afkølingsloven givet ved denne lineære første ordens differentialligning:
{\displaystyle {\frac {{\text{d}}T}{{\text{d}}t}}=-k(T-T_{0})}
, hvor {\displaystyle k>0}
Differentialligningens venstre-side er den hastighed, hvormed teens temperatur ændrer sig med tiden {\displaystyle t}.
På højresiden er {\displaystyle k} en positiv konstant. For {\displaystyle T>T_{0}} vil temperaturen altså være faldende, indtil teen har samme temperatur som omgivelserne ({\displaystyle T=T_{0}}).
Termisk ligevægt er da opnået.
Teens afkøling er proportional med differencen mellem teens temperatur og omgivelsernes temperatur.

## Differentialligningens løsning
Differentialligningen kan løses vha. separation af de variable. Først skrives temperaturforskellen som {\displaystyle \Delta T}:
{\displaystyle {\frac {{\text{d}}(\Delta T)}{{\text{d}}t}}=-k\Delta T}
En ændring i {\displaystyle T} er det samme som en ændring i {\displaystyle \Delta T}. Ligningen kan da løses vha. separation af de variable, hvilket giver:
{\displaystyle \Delta T=C{\text{e}}^{-kt}}
hvor {\displaystyle C} er en konstant. Det ses, at konstant er lig med temperaturforskellen til tiden nul {\displaystyle \Delta T_{\text{s}}}:
{\displaystyle C=\Delta T_{\text{s}}}
{\displaystyle \Delta T} skrives ud igen:
{\displaystyle T-T_{0}=\Delta T_{\text{s}}{\text{e}}^{-kt}}
Hvilket giver:
{\displaystyle T=\Delta T_{\text{s}}{\text{e}}^{-kt}+T_{0}}
Differentialligningens løsning er altså et forskudt eksponentielt fald, hvor {\displaystyle T} aftager eksponentielt og nærmer sig {\displaystyle T_{0}} asymptotisk.
Det ses, at {\displaystyle k} bestemmer tidsskalen for nedkølingen. Til tiden {\displaystyle \tau }, hvor
{\displaystyle \tau ={\frac {1}{k}}}
er temperaturforskellen faldet med en faktor {\displaystyle {\tfrac {1}{\text{e}}}} ({\displaystyle {\text{e}}} er Eulers tal) eller ca. 63 %. {\displaystyle \tau } er altså den karakteristiske tid for nedkølingen.

## Eksempel
Loven beskriver for eksempel en kande tes afkøling. Téens begyndelsestemperatur er 95 °C, mens omgivelsernes temperatur er 20 °C, hvilket vil sige, at teen er 75 °C varmere end omgivelserne. Dvs. at:
{\displaystyle \Delta T_{\text{s}}=75{\text{ °C}}}
Efter 5 minutter
{\displaystyle t=5{\text{ min.}}}
er téens temperatur 75 °C, hvilket er 55 °C over omgivelserne:
{\displaystyle \Delta T=55{\text{ °C}}}
Ud fra disse oplysninger kan {\displaystyle k} estimeres:
{\displaystyle {\begin{aligned}\Delta T_{\text{s}}{\text{e}}^{-kt}&=\Delta T\\{\text{e}}^{-kt}&={\frac {\Delta T}{\Delta T_{\text{s}}}}\\-kt&=\ln \left({\frac {\Delta T}{\Delta T_{\text{s}}}}\right)\\k&={\frac {1}{t}}\ln \left({\frac {\Delta T_{\text{s}}}{\Delta T}}\right)\end{aligned}}}
hvor {\displaystyle \ln } er den naturlige logaritme. Værdierne fra eksemplet indsættes, og {\displaystyle k} er dermed:
{\displaystyle k\approx 0,06{\text{ }}{\text{min.}}^{-1}}
Tilsvarende er den karakteristiske tid:
{\displaystyle \tau ={\frac {1}{k}}\approx 16{\text{ min.}}}
Ud fra de givne oplysninger kan loven altså bruges til at forudsige, at temperaturforskellen vil falde med 63 % i løbet af 16 minutter. Det svarer til, at teen da kun er 48 °C.

## Opståen
Issac Newton publicerede sin afkølingslov i 1701.

### Bog
- Hebsgaard, Thomas m.fl. (1990): Matematik højniveau 2. Forlaget Trip, Vejle. ISBN 87-88049-17-5